# 北豊島郡

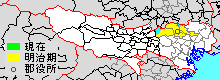
東京府北豊島郡の範囲（水色：後に他郡から編入した区域）

北豊島郡（きたとしまぐん）は、東京府にあった郡。

## 郡域
消滅時（1932年）の郡域は、概ね豊島区、北区、荒川区、板橋区、練馬区にあたる。このうち練馬区の一部（大泉町の大部分・西大泉・西大泉町・南大泉・大泉学園町）については、1891年（明治24年）の越境合併（大泉村）により埼玉県新座郡から編入された地域である。

## 歴史

### 郡発足までの沿革
- 「旧高旧領取調帳」に記載されている明治初年時点での、豊島郡のうち後の当郡域および隣接する区域の支配は以下の通り。幕府領は代官・松村忠四郎（長為）支配所、佐々井半十郎支配所、大竹左馬五郎支配所が管轄した。●は村内に寺社領が存在。×は町地（町奉行支配地）と代官支配地の両方が存在。（35町64村）[1]

| 知行   | 知行             | 村数      | 村名 |
| ------ | ---------------- | --------- | --- |
| 幕府領 | 幕府領（松村）   | 1町 18村  | 中荒井村、中荒井村上知、田中村、●谷原村、●上石神井村、●下石神井村、●上練馬村、●下練馬村、下土支田村（土支田村のうち。正式には1869年成立）、上土支田村（同前）、関村、竹下新田、●中村、小石川六蔵分（小石川村のうち）、小石川村新田（同前）、●下村、●袋村、八富新田（詳細不明）、岩淵本宿町 |
| 幕府領 | 幕府領（佐々井） | 10町 4村  | ×●橋場町（橋場町地方）、×今戸町（今戸村在方分）、×●浅草山之宿町、×山谷町（山谷村在方分）、日本堤渡地（詳細不明）、×下谷通新町、×浅草新鳥越町、×浅草本鳥越町、×下谷分（下谷各町の代官支配分か）、×上野村（上野各町の代官支配分か）、下尾久村新田（下尾久村のうち）、上尾久村新田（上尾久村のうち）、竜泉寺新田（竜泉寺村のうち）、×千住宿南組 |
| 幕府領 | 幕府領（大竹）   | 7町 6村   | ×●高田村（代官支配分）、●雑司ヶ谷村、×小日向町（小日向村在方分）、×●関口町（関口村在方分）、×市ヶ谷町（市ヶ谷各町の代官支配分か）、×牛込肴町、×改代町、上板橋宿、●下板橋宿、上赤塚村、●西台村、徳丸本村、徳丸脇村 |
| 幕府領 | 旗本領           | 12村      | ●谷中本村、●堀之内村、滝野川村、新田堀之内村、●上中里村、●小石川村、前野村、中丸村、上赤塚村成増分（成増村を指す）、小豆沢村、神谷村、●十条村 |
| 幕府領 | 幕府領・旗本領   | 6村       | 池袋村、●豊島村（以上の幕府領は松村）、●西ヶ原村、金井窪村、長崎村、●下赤塚村（以上の幕府領は大竹） |
| その他 | 寺社領           | 19町 29村 | 千束村、三河島村、三河島村彦五郎分（三河島村のうち）、町屋村、下尾久村、上尾久村、坂本村、金杉村、竜泉寺村、三輪村、谷中村、谷中村ノ内（谷中村のうち）、新堀村、田端村、中里村、船方村、×谷中町、×谷中初音町（谷中町のうち。正式には1869年成立）、×谷中茶屋町（同前）、×浅草山田町、×浅草並木町・浅草茶屋町、×浅草駒形町、×浅草諏訪町、×浅草三間町、×浅草西仲町、×浅草東仲町、×浅草田原町、×浅草聖天町・浅草瓦町、×浅草田町、×浅草材木町、×浅草花川戸町、×山谷浅草町、×高田村・千登世町共（高田四ツ家町を指す）、×小日向村（小日向各町の代官支配分か）、×牛込町（牛込各町の代官支配分か）、下高田村、×雑司ヶ谷町、上駒込村、下駒込村、巣鴨村、赤羽村、稲附村、志村、四ツ葉村、根葉村、中台村、蓮沼村、王子村 |

- 慶応4年
  - 6月19日（1868年8月7日） - 忍藩士の山田政則が武蔵知県事に就任（大竹左馬五郎支配所の後身）。
  - 6月29日（1868年8月17日） - 旧幕府代官の松村長為が武蔵知県事に就任。
  - 7月10日（1868年8月27日） - 旧幕府代官の桑山効が武蔵知県事に就任（佐々井半十郎支配所の後身）。後の当郡域は以上の3人が管轄。
  - 8月 - 松村長為知県事が古賀定雄（一平）に交代。
- 明治元年
  - 11月5日（1868年12月18日） - 町地および隣接する区域（おおむね後の王子区、板橋区、練馬区を除く区域）が東京府（第1次）に編入。
  - 12月23日（1869年2月4日） - 桑山効知県事が河瀬秀治に交代。
  - 以上の再編により、後の当郡域および隣接する区域が下表の管轄となる（村名は幕末時点のもの）。

| 知行       | 知行               | 村数      | 村名 |
| ---------- | ------------------ | --------- | --- |
| 政府管轄地 | 東京府             | 33町 35村 | 橋場町、千束村、今戸町、浅草山之宿町、山谷町、日本堤渡地、下谷通新町、浅草新鳥越町、浅草本鳥越町、下谷分、上野村、三河島村、三河島村彦五郎分、町屋村、下尾久村、下尾久村新田、上尾久村、上尾久村新田、坂本村、金杉村、竜泉寺村、竜泉寺新田、三輪村、谷中村、谷中村ノ内、谷中本村、新堀村、田端村、中里村、谷中町、谷中初音町、谷中茶屋町、浅草山田町、浅草並木町・茶屋町、浅草駒形町、浅草諏訪町、浅草三間町、浅草西仲町、浅草東仲町、浅草田原町、浅草聖天町・浅草瓦町、浅草田町、浅草材木町、浅草花川戸町、山谷浅草町、高田村、高田村・千登世町共、雑司ヶ谷村、池袋村、滝野川村、新田堀之内村、上中里村、西ヶ原村、小日向町、関口町、市ヶ谷町、小石川村、小石川六蔵分、小石川村新田、牛込肴町、改代町、小日向村、牛込町、下高田村、雑司ヶ谷町、上駒込村、下駒込村、巣鴨村 |
| 政府管轄地 | 武蔵知県事（古賀） | 13村      | 中荒井村、中荒井村上知、田中村、谷原村、上石神井村、下石神井村、上練馬村、下練馬村、下土支田村、上土支田村、関村、竹下新田、中村 |
| 政府管轄地 | 武蔵知県事（河瀬） | 1町 2村   | 船方村、堀之内村、千住宿南組 |
| 政府管轄地 | 武蔵知県事（宮原） | 3町 25村  | 上板橋宿、下板橋宿、前野村、金井窪村、中丸村、長崎村、上赤塚村、上赤塚村成増分、下赤塚村、小豆沢村、神谷村、下村、袋村、八富新田、岩淵本宿町、西台村、徳丸本村、徳丸脇村、赤羽村、稲附村、十条村、志村、四ツ葉村、根葉村、中台村、蓮沼村、王子村、豊島村 |

- 明治初年 - 橋場町地方が地方橋場町に、山谷村在方分が地方山谷町にそれぞれ改称。
- 明治2年（43町65村）
  - 1月 - 山田政則知県事が宮原忠英に交代。
  - 1月13日（1869年2月23日） - 古賀、河瀬、宮原各知県事の管轄区域にそれぞれ品川県、小菅県、大宮県（県庁は東京府馬喰町）を設置。
  - 4月2日（1869年5月13日） - 船方村、堀之内村が小菅県から東京府（第1次）に移管。
  - 9月29日（1869年11月2日） - 県庁が浦和に置かれ、大宮県が浦和県に改称。
  - 竜泉寺村のうち下谷竜泉寺町（町地）より下谷竜泉町が、谷中町より谷中初音町・谷中茶屋町が、雑司ヶ谷村より雑司ヶ谷鬼子母神町・雑司ヶ谷本染寺町がそれぞれ起立。
  - 浅草新鳥越町が浅草吉野町に、山谷浅草町が浅草町にそれぞれ改称。
  - 駒込七軒町（町地）と上駒込村の一部（小名染井）が合併して駒込染井町が成立。
  - 高田村の代官支配地が高田老松町に改称。
  - 土支田村が上土支田村・下土支田村に分立。
  - 下高田村の町地を除く区域が高田村に改称。下高田村のうち高田四ツ家町より高田千登世町・高田若葉町が起立。
- 明治4年（43町66村）
  - 11月14日（1871年12月25日） - 東京府（第2次）が発足。品川県、小菅県、浦和県の当郡に属する区域を管轄。
  - 11月28日（1872年1月8日） - 大区小区制を施行。
  - 今戸村在方分が地方今戸町に改称。
  - 蓮沼村が本蓮沼村・上蓮沼村に分立。
- 明治5年（39町66村）
  - 浅草山田町が浅草田町に、雑司ヶ谷鬼子母神町・雑司ヶ谷本染寺町が雑司ヶ谷町にそれぞれ編入。
  - 雑司ヶ谷村より雑司ヶ谷旭出町が起立。
  - 十条村が上十条村、下十条村に分立して記載された統計が見られる。分立時期は不明。
  - 小日向村在方分が小日向台町に改称。小日向各町の代官支配分、関口村在方分とともに町地（のちに小石川区）に編入。
  - 改代町の一部が小日向東古川町に編入。

### 郡発足以降の沿革
- 1878年（明治11年）（13町65村）

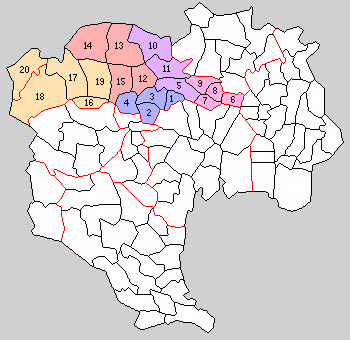
1.巣鴨町 2.高田村 3.巣鴨村 4.長崎村 5.滝野川村 6.南千住町 7.日暮里村 8.三河島村 9.尾久村 10.岩淵町 11.王子村 12.板橋町 13.志村 14.赤塚村 15.上板橋村 16.中新井村 17.上練馬村 18.石神井村 19.下練馬村 20.大泉村（旧埼玉県新座郡） （青：豊島区 桃：荒川区 紫：北区 赤：板橋区 橙：練馬区）

  - 11月2日 - 郡区町村編制法の東京府での施行により、豊島郡のうち13町65村の区域をもって北豊島郡が発足。郡役所が下板橋宿に設置。町地のうち、高田千登世町・高田若葉町・雑司ヶ谷旭出町・駒込染井町・駒込妙義坂下町・下谷竜泉町が本郡の所属となる。また、東京15区の設置により以下の区域が各区に編入。
    - 牛込区 ← 市ヶ谷町、牛込町、牛込肴町、改代町
    - 小石川区 ← 高田老松町、雑司ヶ谷町
    - 下谷区 ← 下谷分、下谷通新町、上野村、谷中町、谷中初音町、谷中茶屋町
    - 浅草区 ← 浅草山之宿町、浅草吉野町、浅草本鳥越町、浅草並木町・浅草茶屋町、浅草駒形町、浅草諏訪町、浅草三間町、浅草西仲町、浅草東仲町、浅草田原町、浅草聖天町・浅草瓦町、浅草田町、浅草材木町、浅草花川戸町、浅草町

  - 新堀村が日暮里村に、千住宿南組が千住南組にそれぞれ改称。
- 1879年（明治12年） - 小石川六蔵分が小石川村に、三河島村彦五郎分が三河島村にそれぞれ編入。（13町64村）
- 1889年（明治22年）5月1日
  - 市制施行により東京市が発足。以下の区域が編入。
    - 小石川区 ← 小石川村の大部分および雑司ヶ谷村、巣鴨村、高田村の一部
    - 本郷区 ← 下駒込村の大部分及び日暮里村の飛地
    - 下谷区 ← 谷中村、竜泉寺村、下谷竜泉町および日暮里村、下駒込村、金杉村、千束村、坂本村、三ノ輪村の各一部
    - 浅草区 ← 地方山谷町、地方今戸町および地方橋場町、千束村、坂本村の各一部

  - 町村制の施行により以下の町村が発足。（4町15村）
    - 巣鴨町 ← 上駒込村、駒込染井町、駒込妙義坂下町、巣鴨村［一部］、小石川区の一部［巣鴨町一丁目、巣鴨町二丁目、巣鴨町三丁目、巣鴨町四丁目、小石川大塚辻町［飛地］］（現豊島区）
    - 高田村 ← 雑司ヶ谷村［大部分］、高田村［大部分］、高田若葉町、高田千登世町、雑司ヶ谷旭出町、小石川村［飛地］、巣鴨村［飛地］、下落合村［一部］、小石川区の一部［高田老松町、高田豊川町、雑司ヶ谷町の各飛地］（現豊島区）
    - 巣鴨村 ← 巣鴨村［大部分］、新田堀之内村、池袋村［大部分］、堀之内村［飛地］、中丸村［飛地］、長崎村［飛地］（現豊島区）
    - 長崎村 ← 長崎村［大部分］、南豊島郡下落合村［飛地］（現豊島区）
    - 滝野川村 ← 上中里村、中里村、田端村、西ヶ原村、滝野川村［大部分］、下十条村［一部］（現北区）
    - 南千住町 ← 千住南組［大部分］、地方橋場町［大部分］、三ノ輪村［大部分］、千束村［一部］、三河島村［一部］、下谷区の一部［下谷通新町および下谷三ノ輪町の飛地］（現荒川区）
    - 日暮里村 ← 日暮里村［大部分］、谷中本村、金杉村［大部分］（現荒川区）
    - 三河島村 ← 三河島村［大部分］、町屋村、千住南組［一部］、三ノ輪村［一部］（現荒川区）
    - 尾久村 ← 下尾久村、上尾久村、船方村［一部］（現荒川区）
    - 岩淵町 ← 岩淵本宿町、神谷村、下村、袋村、赤羽村、稲付村（現北区）
    - 王子村 ← 王子村、豊島村、堀之内村［大部分］、船方村［大部分］、下十条村［大部分］、上十条村、滝野川村［一部］（現北区）
    - 板橋町 ← 下板橋宿、金井窪村、中丸村［大部分］、滝野川村［一部］、池袋村［飛地］、上板橋宿［飛地］（現板橋区）
    - 志村 ← 本蓮沼村、小豆沢村、志村、前野村、中台村、西台村、根葉村、上蓮沼村（現板橋区）
    - 赤塚村 ← 徳丸本村、徳丸脇村、四葉村、下赤塚村、上赤塚村、成増村（現板橋区）
    - 上板橋村（上板橋宿の大部分が単独村制、現板橋区）
    - 中新井村 ← 中新井村、中村（現練馬区）
    - 上練馬村 ← 上練馬村、下土支田村（現練馬区）
    - 石神井村 ← 谷原村、田中村、上土支田村、下石神井村、上石神井村、関村、竹下新田（現練馬区）
    - 下練馬村（単独村制、現練馬区）
- 1891年（明治24年）6月15日 - 石神井村の一部（旧上土支田村）が、埼玉県新座郡榑橋村および新倉村の一部と合併して大泉村を新設。（4町16村）
- 1899年（明治32年）7月1日 - 郡制を施行。
- 1908年（明治41年）8月8日 - 王子村が町制施行して王子町となる。（5町15村）
- 1913年（大正2年）
  - 7月11日 - 日暮里村が町制施行して日暮里町となる。（6町14村）
  - 10月1日 - 滝野川村が町制施行して滝野川町となる。（7町13村）
- 1918年（大正7年）7月20日 - 巣鴨村が町制施行して西巣鴨町となる。（8町12村）
- 1920年（大正9年）
  - 2月11日 - 三河島村が町制施行して三河島町となる。（9町11村）
  - 4月3日 - 高田村が町制施行して高田町となる。（10町10村）
- 1923年（大正12年）4月1日
  - 尾久村が町制施行して尾久町となる。（11町9村）
  - 郡会が廃止。郡役所は存続。
- 1926年（大正15年）
  - 7月1日 - 郡役所が廃止。以降は地域区分名称となる。
  - 10月1日 - 長崎村が町制施行して長崎町となる。（12町8村）
  - 10月1日 - 岩淵町が埼玉県北足立郡横曽根村の一部（大字浮間）を編入。
- 1929年（昭和4年）4月1日 - 下練馬村が町制施行して練馬町となる。（13町7村）
- 1932年（昭和7年）10月1日 - 全域が東京市に編入され、下記の5区が発足。同日北豊島郡消滅。東京府では1896年の郡の再編以来、初の郡消滅となった。（荏原郡・豊多摩郡・南足立郡・南葛飾郡も同日消滅。東京府としては唯一。）
  - 豊島区 ← 巣鴨町、西巣鴨町、高田町、長崎町
  - 王子区 ← 岩淵町、王子町（現北区）
  - 滝野川区 ← 滝野川町（現北区）
  - 荒川区 ← 南千住町、日暮里町、三河島町、尾久町
  - 板橋区 ← 板橋町、上板橋村、志村、赤塚村（現板橋区[2]）、練馬町、上練馬村、中新井村、石神井村、大泉村（現練馬区）

### 変遷表
| 明治22年以前 | 明治22年4月1日 | 明治22年 - 明治45年    | 大正1年 - 大正15年               | 昭和1年 - 昭和19年                   | 昭和1年 - 昭和19年                   | 昭和1年 - 昭和19年            | 昭和20年 - 昭和39年        | 昭和20年 - 昭和39年     | 昭和40年 - 昭和64年 | 平成1年 - 現在 | 現在   |
| ------------ | -------------- | ---------------------- | -------------------------------- | ------------------------------------ | ------------------------------------ | ----------------------------- | -------------------------- | ----------------------- | ------------------- | -------------- | ------ |
|              | 巣鴨町         | 巣鴨町                 | 巣鴨町                           | 昭和7年10月1日 東京市に編入 豊島区   | 昭和7年10月1日 東京市に編入 豊島区   | 昭和18年7月1日 東京都豊島区   | 昭和22年5月3日 特別区制    | 昭和22年5月3日 特別区制 | 豊島区              | 豊島区         | 豊島区 |
|              | 巣鴨村         | 巣鴨村                 | 大正7年7月20日 町制改称 西巣鴨町 | 昭和7年10月1日 東京市に編入 豊島区   | 昭和7年10月1日 東京市に編入 豊島区   | 昭和18年7月1日 東京都豊島区   | 昭和22年5月3日 特別区制    | 昭和22年5月3日 特別区制 | 豊島区              | 豊島区         | 豊島区 |
|              | 高田村         | 高田村                 | 大正9年4月3日 町制               | 昭和7年10月1日 東京市に編入 豊島区   | 昭和7年10月1日 東京市に編入 豊島区   | 昭和18年7月1日 東京都豊島区   | 昭和22年5月3日 特別区制    | 昭和22年5月3日 特別区制 | 豊島区              | 豊島区         | 豊島区 |
|              | 長崎村         | 長崎村                 | 大正15年10月1日 町制             | 昭和7年10月1日 東京市に編入 豊島区   | 昭和7年10月1日 東京市に編入 豊島区   | 昭和18年7月1日 東京都豊島区   | 昭和22年5月3日 特別区制    | 昭和22年5月3日 特別区制 | 豊島区              | 豊島区         | 豊島区 |
|              | 滝野川村       | 滝野川村               | 大正2年10月1日 町制              | 昭和7年10月1日 東京市に編入 滝野川区 | 昭和7年10月1日 東京市に編入 滝野川区 | 昭和18年7月1日 東京都滝野川区 | 昭和22年3月15日 東京都北区 | 昭和22年5月3日 特別区制 | 北区                | 北区           | 北区   |
|              | 岩淵町         | 岩淵町                 | 岩淵町                           | 昭和7年10月1日 東京市に編入 王子区   | 昭和7年10月1日 東京市に編入 王子区   | 昭和18年7月1日 東京都王子区   | 昭和22年3月15日 東京都北区 | 昭和22年5月3日 特別区制 | 北区                | 北区           | 北区   |
|              | 王子村         | 明治41年8月8日 町制    | 王子町                           | 昭和7年10月1日 東京市に編入 王子区   | 昭和7年10月1日 東京市に編入 王子区   | 昭和18年7月1日 東京都王子区   | 昭和22年3月15日 東京都北区 | 昭和22年5月3日 特別区制 | 北区                | 北区           | 北区   |
|              | 南千住町       | 南千住町               | 南千住町                         | 昭和7年10月1日 東京市に編入 荒川区   | 昭和7年10月1日 東京市に編入 荒川区   | 昭和18年7月1日 東京都荒川区   | 昭和22年5月3日 特別区制    | 昭和22年5月3日 特別区制 | 荒川区              | 荒川区         | 荒川区 |
|              | 日暮里村       | 日暮里村               | 大正2年7月1日 町制               | 昭和7年10月1日 東京市に編入 荒川区   | 昭和7年10月1日 東京市に編入 荒川区   | 昭和18年7月1日 東京都荒川区   | 昭和22年5月3日 特別区制    | 昭和22年5月3日 特別区制 | 荒川区              | 荒川区         | 荒川区 |
|              | 三河島村       | 三河島村               | 大正9年2月11日 町制              | 昭和7年10月1日 東京市に編入 荒川区   | 昭和7年10月1日 東京市に編入 荒川区   | 昭和18年7月1日 東京都荒川区   | 昭和22年5月3日 特別区制    | 昭和22年5月3日 特別区制 | 荒川区              | 荒川区         | 荒川区 |
|              | 尾久村         | 尾久村                 | 大正12年4月1日 町制              | 昭和7年10月1日 東京市に編入 荒川区   | 昭和7年10月1日 東京市に編入 荒川区   | 昭和18年7月1日 東京都荒川区   | 昭和22年5月3日 特別区制    | 昭和22年5月3日 特別区制 | 荒川区              | 荒川区         | 荒川区 |
|              | 板橋町         | 板橋町                 | 板橋町                           | 板橋町                               | 昭和7年10月1日 東京市に編入 板橋区   | 昭和18年7月1日 東京都板橋区   | 昭和22年5月3日 特別区制    | 板橋区                  | 板橋区              | 板橋区         | 板橋区 |
|              | 上板橋村       | 上板橋村               | 上板橋村                         | 上板橋村                             | 昭和7年10月1日 東京市に編入 板橋区   | 昭和18年7月1日 東京都板橋区   | 昭和22年5月3日 特別区制    | 板橋区                  | 板橋区              | 板橋区         | 板橋区 |
|              | 志村           | 志村                   | 志村                             | 志村                                 | 昭和7年10月1日 東京市に編入 板橋区   | 昭和18年7月1日 東京都板橋区   | 昭和22年5月3日 特別区制    | 板橋区                  | 板橋区              | 板橋区         | 板橋区 |
|              | 赤塚村         | 赤塚村                 | 赤塚村                           | 赤塚村                               | 昭和7年10月1日 東京市に編入 板橋区   | 昭和18年7月1日 東京都板橋区   | 昭和22年5月3日 特別区制    | 板橋区                  | 板橋区              | 板橋区         | 板橋区 |
|              | 下練馬村       | 下練馬村               | 下練馬村                         | 昭和4年4月1日 町制改称 練馬町        | 昭和7年10月1日 東京市に編入 板橋区   | 昭和18年7月1日 東京都板橋区   | 昭和22年5月3日 特別区制    | 昭和22年8月1日 練馬区   | 練馬区              | 練馬区         | 練馬区 |
|              | 上練馬村       | 上練馬村               | 上練馬村                         | 上練馬村                             | 昭和7年10月1日 東京市に編入 板橋区   | 昭和18年7月1日 東京都板橋区   | 昭和22年5月3日 特別区制    | 昭和22年8月1日 練馬区   | 練馬区              | 練馬区         | 練馬区 |
|              | 中新井村       | 中新井村               | 中新井村                         | 中新井村                             | 昭和7年10月1日 東京市に編入 板橋区   | 昭和18年7月1日 東京都板橋区   | 昭和22年5月3日 特別区制    | 昭和22年8月1日 練馬区   | 練馬区              | 練馬区         | 練馬区 |
|              | 石神井村       | 石神井村               | 石神井村                         | 石神井村                             | 昭和7年10月1日 東京市に編入 板橋区   | 昭和18年7月1日 東京都板橋区   | 昭和22年5月3日 特別区制    | 昭和22年8月1日 練馬区   | 練馬区              | 練馬区         | 練馬区 |
|              | 石神井村       | 明治24年6月15日 大泉村 | 大泉村                           | 大泉村                               | 昭和7年10月1日 東京市に編入 板橋区   | 昭和18年7月1日 東京都板橋区   | 昭和22年5月3日 特別区制    | 昭和22年8月1日 練馬区   | 練馬区              | 練馬区         | 練馬区 |
|              | 新座郡 榑橋村  | 明治24年6月15日 大泉村 | 大泉村                           | 大泉村                               | 昭和7年10月1日 東京市に編入 板橋区   | 昭和18年7月1日 東京都板橋区   | 昭和22年5月3日 特別区制    | 昭和22年8月1日 練馬区   | 練馬区              | 練馬区         | 練馬区 |
|              | 新座郡 新倉村  | 明治24年6月15日 大泉村 | 大泉村                           | 大泉村                               | 昭和7年10月1日 東京市に編入 板橋区   | 昭和18年7月1日 東京都板橋区   | 昭和22年5月3日 特別区制    | 昭和22年8月1日 練馬区   | 練馬区              | 練馬区         | 練馬区 |

## 行政
歴代郡長
| 代       | 氏名       | 就任年月日                 | 退任年月日                 | 備考                   |
| -------- | ---------- | -------------------------- | -------------------------- | ---------------------- |
| 1        | 稲葉光名   | 明治11年（1878年）11月1日  | 明治15年（1882年）4月26日  |                        |
| 2        | 本橋寛成   | 明治15年（1882年）4月26日  | 明治19年（1886年）8月25日  |                        |
| 3        | 桑原戒平   | 明治19年（1886年）8月25日  | 明治21年（1888年）7月9日   |                        |
| 臨時代理 | 秋津行蔵   | 明治21年（1888年）7月9日   | 明治21年（1888年）12月27日 |                        |
| 4        | 原田有徳   | 明治21年（1888年）12月27日 | 明治25年（1892年）8月5日   |                        |
| 5        | 市田時敍   | 明治25年（1892年）8月5日   | 明治27年（1894年）4月13日  |                        |
| 6        | 金田清風   | 明治27年（1894年）4月13日  | 明治29年（1896年）7月30日  |                        |
| 7        | 関俊章     | 明治29年（1896年）7月30日  | 明治31年（1898年）9月15日  |                        |
| 8        | 田中端     | 明治31年（1898年）9月15日  | 明治44年（1911年）9月23日  |                        |
| 9        | 梅田頴三郎 | 明治44年（1911年）9月23日  | 大正3年（1914年）10月5日   |                        |
| 10       | 大野徳三郎 | 大正3年（1914年）10月5日   | 大正7年（1918年）1月28日   |                        |
| 11       | 正木虎蔵   | 大正7年（1918年）1月28日   | 大正9年（1920年）8月       |                        |
| 12       | 佐藤久太郎 | 大正9年（1920年）8月       | 大正13年（1924年）11月13日 |                        |
| 13       | 服部良太郎 | 大正13年（1924年）11月13日 | 大正15年（1926年）6月30日  | 郡役所廃止により、廃官 |

### 施設
- 北豊島郡役所
  - 下板橋宿（板橋町大字下板橋902番地ほか・現在の板橋3丁目5番地）

## 地域

### 人口
- 総人口 858,322人（昭和5年国勢調査）
- 戸数 64,624戸、総人口 277,776人、男性人口 147,689人、女性人口 130,087人、一戸平均人数 4.30人（大正6年度末調査）

### 人口の推移
| 時点          | 総人口    | 出典             |
| ------------- | --------- | ---------------- |
| 1909年        | 133,626人 | 明治41年度末調査 |
| 1910年        | 142,305人 | 明治42年度末調査 |
| 1911年        | 147,238人 | 明治43年度末調査 |
| 1912年        | 163,974人 | 明治44年度末調査 |
| 1913年        | 176,001人 | 大正元年度末調査 |
| 1914年        | 193,439人 | 大正2年度末調査  |
| 1915年        | 207,590人 | 大正3年度末調査  |
| 1916年        | 229,390人 | 大正4年度末調査  |
| 1917年        | 256,571人 | 大正5年度末調査  |
| 1918年        | 277,776人 | 大正6年度末調査  |
| 1920年10月1日 | 379,426人 | 大正9年国勢調査  |
| 1925年10月1日 | 664,842人 | 大正14年国勢調査 |
| 1930年10月1日 | 858,322人 | 昭和5年国勢調査  |

## 関連文献
- 『北豊島郡史概説』北豊島郡教育会、1910年。NDLJP:763773。